# Juin 1807

## Événements

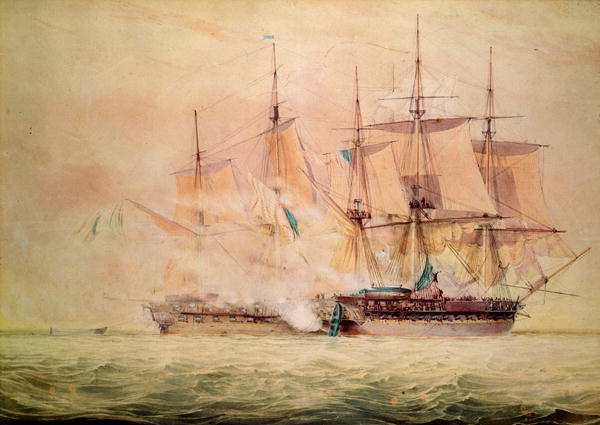
21 juin : le navire britannique HMS Leopard capture le navire américain USS Chesapeake

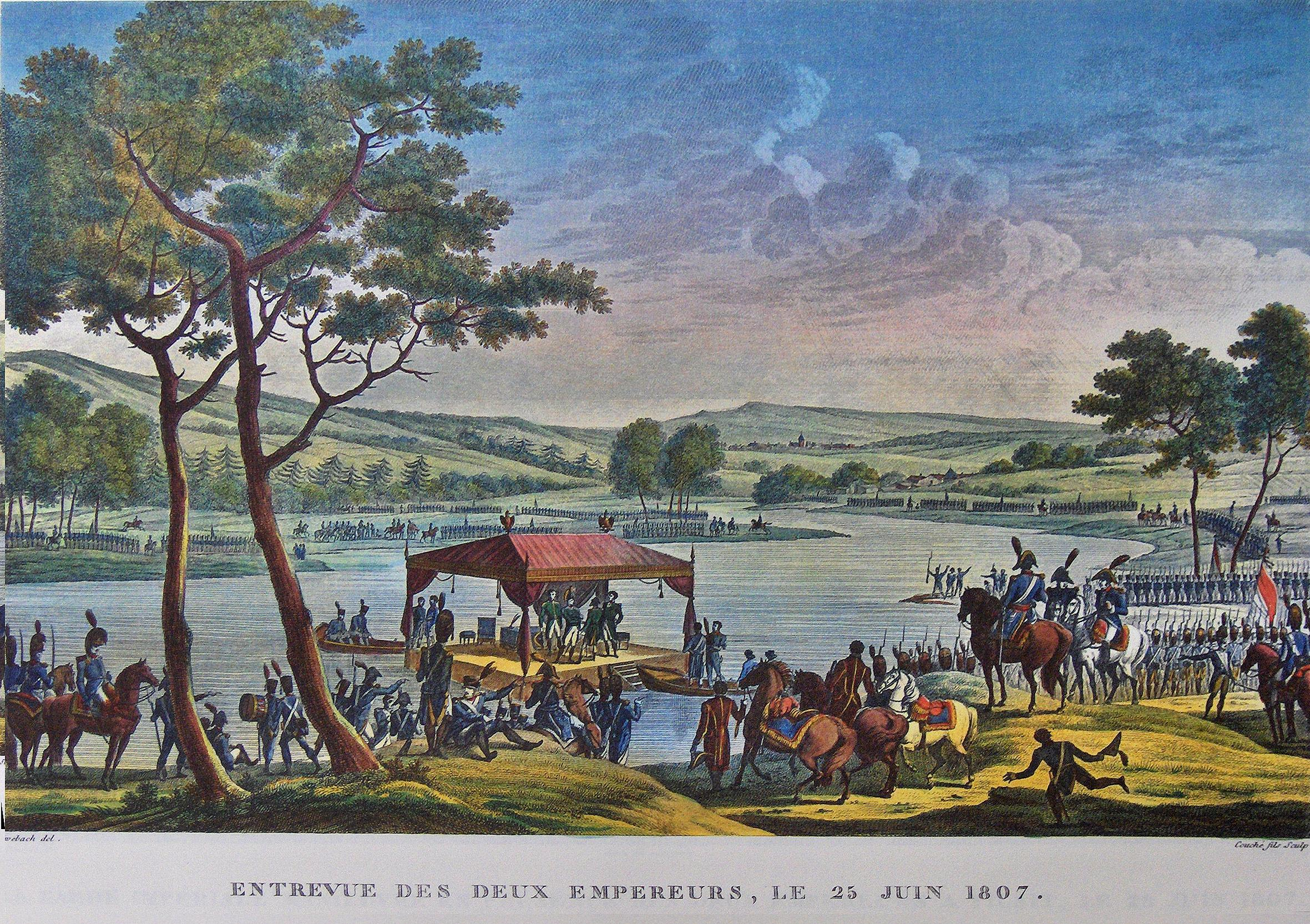
25 juin : entrevue de Tilsit

- Le roi Ashanti Osei Bonsu attaque le fort britannique d’Anomabu pour s’assurer un débouché sur le golfe de Guinée[1]. Les Ashanti razzient les tribus du sud du Ghana actuel (1807, 1811 et 1814)[2].

- 4 - 7 juin : victoire russe sur la France à la bataille de Guttstadt[3].
- 10 juin :
  - Victoire française sur la Russie à la bataille d'Heilsberg[3].
  - Des navires russes bombardent des établissements japonais à Iturup (Kouriles) et incendient des bateaux[4]. Le Shogunat envoie un administrateur à Ezo (Hokkaidō).
- 14 juin : victoire de Napoléon à la bataille de Friedland[5],[3].
- 22 juin :
  - affaire Chesapeake-Leopard, à l’origine de la Guerre de 1812. Le navire britannique HMS Leopard capture le navire américain USS Chesapeake.
  - France : Honoré de Balzac entre au pensionnat du collège des oratoriens de Vendôme.
- 25 juin : entrevue de Tilsit, sur le Niémen, entre le tsar Alexandre Ier de Russie et Napoléon Ier (fin le 9 juillet)[5]. Par cet accord secret, Napoléon laisse au tsar les mains libres en Suède. En échange de quoi, la Russie accepte d’adhérer au blocus continental contre le Royaume-Uni. Une clause prévoit également le démembrement des possessions européennes de la Turquie et leur partage entre la Russie et la France. La Russie reconnaît la création du grand-duché de Varsovie au détriment de la Prusse, que l’on confie au roi de Saxe.

## Naissances
- 8 juin : Arnold Escher von der Linth (mort en 1872), géologue suisse.
- 15 juin : Léon de Laborde (mort en 1869), archéologue et homme politique français.
- 28 juin : Gustav Heinrich Emil Ohlert (mort en 1871), zoologue allemand.

## Décès
- 20 juin : Ferdinand Berthoud (né en 1727), horloger suisse et fabricant d’instruments scientifiques.